# Uvaria kurzii
Uvaria kurzii este o specie de plante angiosperme din genul Uvaria, familia Annonaceae. A fost descrisă pentru prima dată de George King, și a primit numele actual de la Ping Tao Li. Conform Catalogue of Life specia Uvaria kurzii nu are subspecii cunoscute.